# علی عبدالکاظم
علی عبدالکاظم (انگلیسی: Ali Abdul-Kadhim؛ زادهٔ ۲۸ نوامبر ۱۹۶۵) بازیکن فوتبال اهل عراق بود.
وی همچنین در تیم ملی فوتبال عراق بازی کرده‌است.